# 梁皓一
梁皓一，（英語：Elliot Leung），电影音乐作曲家，亦从事编曲，主要题材为动作片，代表作为《红海行动》和《紧急救援》。作品曾在国家大剧院、香港文化中心及香港伊莉莎白体育馆演出。 

## 生平
梁皓一在香港长大，六岁开始在圣保罗男女中学附属小学及香港演艺学院接受音乐教育，师承于大提琴家Laurent Perrin。中学期间曾在《亚洲艺术盛典 · 魅力中国》中演出。其后到美国留学，在 Wheaton Conservatory of Music 音樂創作系畢業，师承于《最后一战》的音乐作曲家马丁·奥当劳和肖恩·奥柏劳教授。
2015年，發表再演繹作品《Jesus to Me》。
2016年，为十曜工房的电子游戏《时空战祭》创作音乐原声带，为香港话剧团音乐剧《顶头锤》编曲。
2017年，为电影《Think and Grow Rich: The Legacy》。为香港贸易发展局举办的为《Think Asia, Think Hong Kong》表演编曲。为TVB MyTV Super 戏曲台作曲及编曲。同年，所编的《龙的传人》更在第一届深港交流音乐会《同心耀中华 — 紫荆花开》为音乐会大总结。
2018年，为电影《红海行动》作曲，并出版《红海行动原声带》。